# Val Rita-Harty
Val Rita-Harty est une municipalité de canton de l'Ontario (Canada) situé dans le district de Cochrane.
Elle comprend deux communautés, Val Rita et Harty, situées à environ 10 km l’une de l’autre sur la route 11 entre Opasatika et Kapuskasing. Au recensement de 2006, 85 % des résidents du canton ont affirmé que le français était leur langue maternelle, faisant de Val Rita-Harty la deuxième municipalité la plus francophone de l'Ontario, après Hearst.
En 1964, la communauté a voulu s’incorporer en municipalité, mais la tentative a échoué. Le canton a finalement été incorporé en 1973.

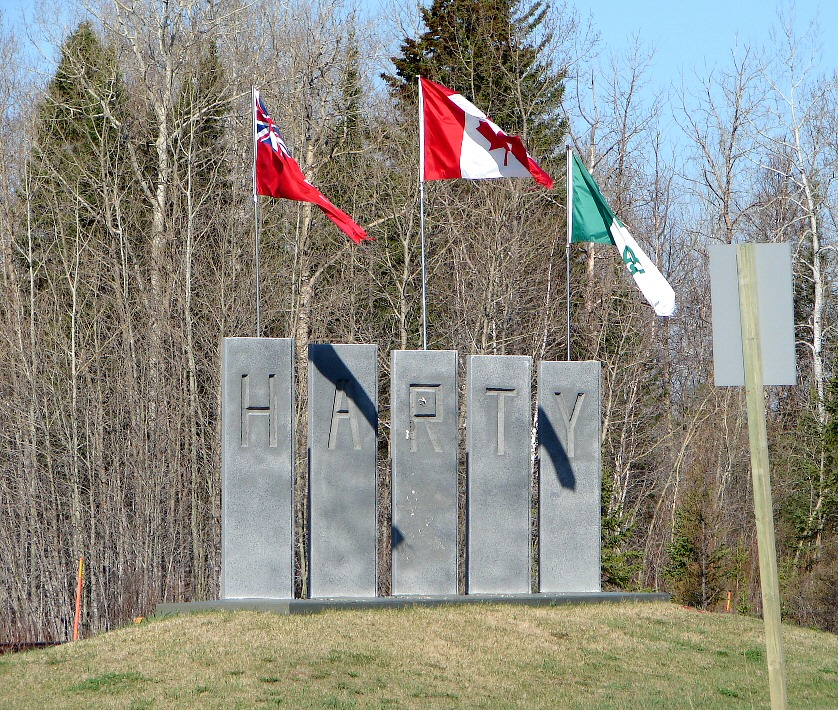
Monument à l'entrée de la communauté de Harty : les drapeaux ontarien, canadien et franco-ontarien.

## Démographie
| 2001  | 2006 | 2011 | 2016 |
| ----- | ---- | ---- | ---- |
| 1 022 | 939  | 817  | 762  |